# Royal Yacht Squadron
O Royal Yacht Squadron é o clube náutico  mais prestigiado do Reino Unido. A sua sede fica no Castelo Cowes, na Ilha de Wight. Os iates dos seus membros recebem o sufixo RYS nos seus nomes, e podem ostentar a bandeira branca da Marinha Real Britânica em vez da vermelha da marinha mercante, onde se incluem a maioria das embarcações registadas do Reino Unido. O patrono do clube é a rainha Isabel II do Reino Unido e o Almirante é o príncipe Filipe, também ex-comodoro do clube.